# Piotr Wołłowicz (zm. przed 1624)
Piotr Wołłowicz herbu Bogoria (zm. przed 1624 rokiem) – cześnik litewski w 1589 roku, dworzanin Jego Królewskiej Mości.
W roku 1593 był posłem na sejm z powiatu grodzieńskiego.